# Marjorie Best
Pour les articles homonymes, voir Best.
Marjorie Best est une costumière américaine, née à Jacksonville (Illinois) le 10 avril 1903, morte à Toluca Lake (Californie) le 14 juin 1997.
Elle collabore à soixante-et-un films américains entre 1938 et 1965, l'un d'eux sorti en 1948 lui valant de gagner un Oscar (elle aura trois autres nominations au long de sa carrière).

## Filmographie partielle
- 1938 : Les Aventures de Marco Polo (The Adventures of Marco Polo) d'Archie Mayo
- 1941 : Lady Hamilton (That Hamilton Woman) d'Alexander Korda
- 1946 : La Fille et le garçon (The Time, the Place and the Girl) de David Butler
- 1948 : Les Aventures de Don Juan (Adventures of Don Juan) de Vincent Sherman
- 1948 : La Rivière d'argent (Silver River) de Raoul Walsh
- 1949 : Le Grand Tourbillon (Look for the Silver Lining) de David Butler
- 1950 : La Révolte des dieux rouges (Rocky Mountain) de William Keighley
- 1950 : La Flèche et le Flambeau (The Flame and the Arrow) de Jacques Tourneur
- 1950 : Les Cadets de West Point (The West Point Story) de Roy Del Ruth
- 1950 : Dallas, ville frontière (Dallas) de Stuart Heisler
- 1950 : Le Roi du tabac (Bright Leaf) de Michael Curtiz
- 1951 : Une corde pour te pendre ou Le désert de la peur (Along the Great Divide) de Raoul Walsh
- 1951 : Le Bal du printemps (On Moonlight Bay) de Roy Del Ruth
- 1951 : L'Impasse de la mort (en) (Raton Pass) d'Edwin L. Marin
- 1951 : Les Aventures du capitaine Wyatt (Distant Drums) de Raoul Walsh
- 1951 : La Femme de mes rêves (I'll see you in my Dreams) de Michael Curtiz
- 1952 : Les Conquérants de Carson City (Carson City) d'André De Toth
- 1952 : La Maîtresse de fer (The Iron Mistress) de Gordon Douglas
- 1952 : Le Corsaire rouge (The Crimson Pirate) de Robert Siodmak
- 1952 : Cette sacrée famille (Room for one More) de Norman Taurog
- 1953 : L'Attaque de la rivière rouge (The Charge at Feather River) de Gordon Douglas
- 1953 : Le Souffle sauvage (Blowing Wild) de Hugo Fregonese
- 1954 : Le Calice d'argent (The Silver Chalice) de Victor Saville
- 1954 : Le Roi des îles (His Majesty O'Keefe) de Byron Haskin
- 1954 : Richard Cœur de Lion (King Richard and the Crusades) de David Butler
- 1956 : Collines brûlantes (The Burning Hills) de Stuart Heisler
- 1956 : Géant (Giant) de George Stevens
- 1957 : Les Loups dans la vallée (The Big Land) de Gordon Douglas
- 1957 : L'Esclave libre (Band of Angels) de Raoul Walsh
- 1957 : Le Vengeur (Shoot-Out at Medicine Bend) de Richard L. Bare
- 1958 : Sur la piste des Comanches (Fort Dobbs) de Gordon Douglas
- 1958 : C'est la guerre (Lafayette Escadrille) de William A. Wellman
- 1958 : Le Gaucher (The Left Handed Gun) d'Arthur Penn
- 1958 : Les commandos passent à l'attaque (Darby's Rangers) de William A. Wellman
- 1959 : Au risque de se perdre (The Nun's Story) de Fred Zinnemann
- 1959 : Rio Bravo de Howard Hawks
- 1959 : La Colline des potences (The Hanging Tree) de Delmer Daves
- 1960 : Le Sergent noir (Sergeant Rutledge) de John Ford
- 1960 : Sunrise at Campobello de Vincent J. Donehue
- 1961 : Au péril de sa vie (The sins of Rachel Cade) de Gordon Douglas
- 1961 : Les Comancheros (The Comancheros) de Michael Curtiz
- 1962 : La Foire aux illusions (State Fair) de José Ferrer
- 1962 : Tendre est la nuit (Tender is the Night) de Henry King
- 1963 : La Montagne des neuf Spencer (Spencer's Mountain) de Delmer Daves
- 1965 : La Plus Grande Histoire jamais contée (The Greatest Story Ever Told) de George Stevens, David Lean et Jean Negulesco

## Récompense
- 22e cérémonie des Oscars (en mars 1950) : Oscar de la meilleure création de costumes (partagé avec Leah Rhodes et Travilla), catégorie couleur, pour Les Aventures de Don Juan (1948).